# Palazzo delle Mercanzie
Il Palazzo delle Mercanzie è un palazzo situato nel centro storico di Brescia, in corso Goffredo Mameli, a poca distanza da Piazza Rovetta e Piazza della Loggia. È la attuale sede della Scuola di Specializzazione per le Professioni Legali di Brescia (SSPL).

## Storia
Il nucleo originario del palazzo, nel XII secolo, diventa la sede dell'Università dei mercanti, organismo supervisore e giudiziario delle varie corporazioni, o "paratici", sotto le quali erano riuniti mercanti, commercianti, maestri di bottega e artigiani, principalmente con lo scopo di tutelare la propria professione con criteri per la lavorazione, misurazione e vendita dei prodotti e per regolare la concorrenza. A ciò si affiancavano anche finalità religiose e di mutua assistenza. La localizzazione della sede dell'Università non fu casuale e fu trovata nella via principale del quartiere in cui si addensavano botteghe, negozi e laboratori.

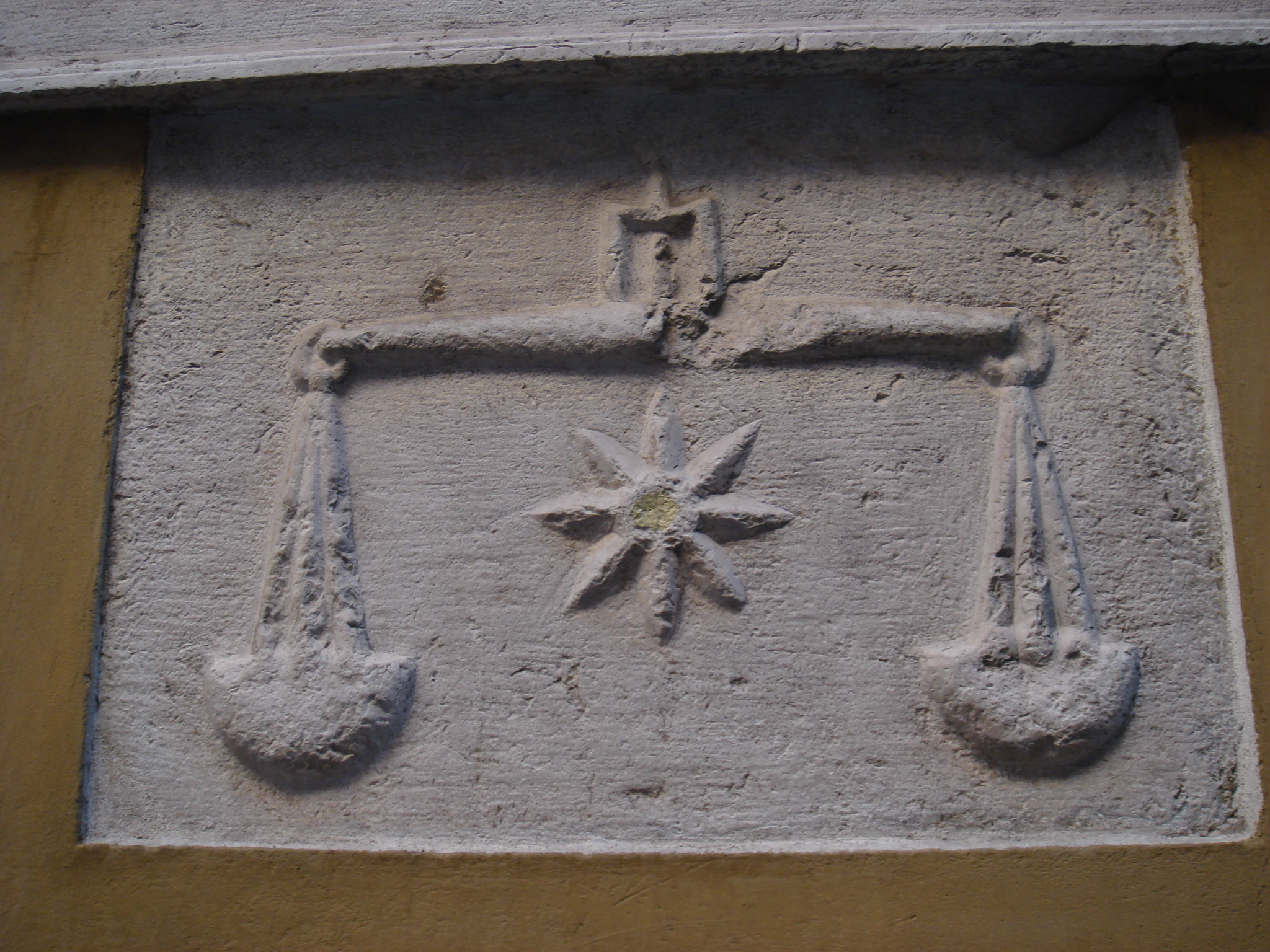
Bassorilievo con Bilancia sulla facciata, XV secolo.

L'Università assolve le sue funzioni per secoli e lo stesso palazzo finisce, nel XVI secolo, per diventare a sua volta la sede di quelle stesse corporazioni che l'Università supervisionava, le quali, fino ad allora, occupavano il palazzo antistante. In questo periodo il palazzo viene anche ricostruito secondo nuove linee rinascimentali. L'istituzione rimane attiva fino al 1802 quando, per la sua impronta antiliberistica, viene abolita dalla Repubblica Bresciana e sostituita dalla Camera di Commercio e Industria, che ne eredita le funzioni, eccetto il potere giudiziario.
Nel 1925 la facciata del palazzo subisce un esteso rifacimento su progetto di Egidio Dabbeni, che porta alla ricostruzione dell'ala orientale con l'apertura del portico e delle arcatelle al primo piano. Nei decenni successivi vi trova sede la facoltà di Economia e Commercio dell'Università degli Studi di Brescia, sostituita poi dalla Scuola di Specializzazione per le Professioni Legali di Brescia (SSPL).

## Descrizione
Il palazzo conserva l'originaria architettura rinascimentale solamente nella porzione occidentale della facciata, dove si trova l'originale portale d'ingresso, inquadrato da lesene di ordine tuscanico. La trabeazione, che a sua volta costituisce l'imposta della balconata superiore, è interrotta al centro da una nicchia in cui si conserva una statuetta simboleggiante la Giustizia. A fianco delle lesene, ad altezza uomo, sono murati altre due bassorilievi raffiguranti una bilancia a due piatti e una stadera.
Il corpo di fabbrica orientale, frutto del rifacimento novecentesco, presenta un singolare equilibrio nella composizione dei pieni e dei vuoti, definito da un'elegante sequenza di cinque arcatelle a tutto sesto al piano superiore e tre ampi archi a quello inferiore, che proseguono sul lato orientale con altre due campate. Viene così definito un portico, oggi ulteriormente cinto da un'inferriata, che serve da attuale ingresso alla struttura. All'interno si conserva l'originale fabbrica cinquecentesca, composta da due saloni uno a piano terra e uno al primo piano.

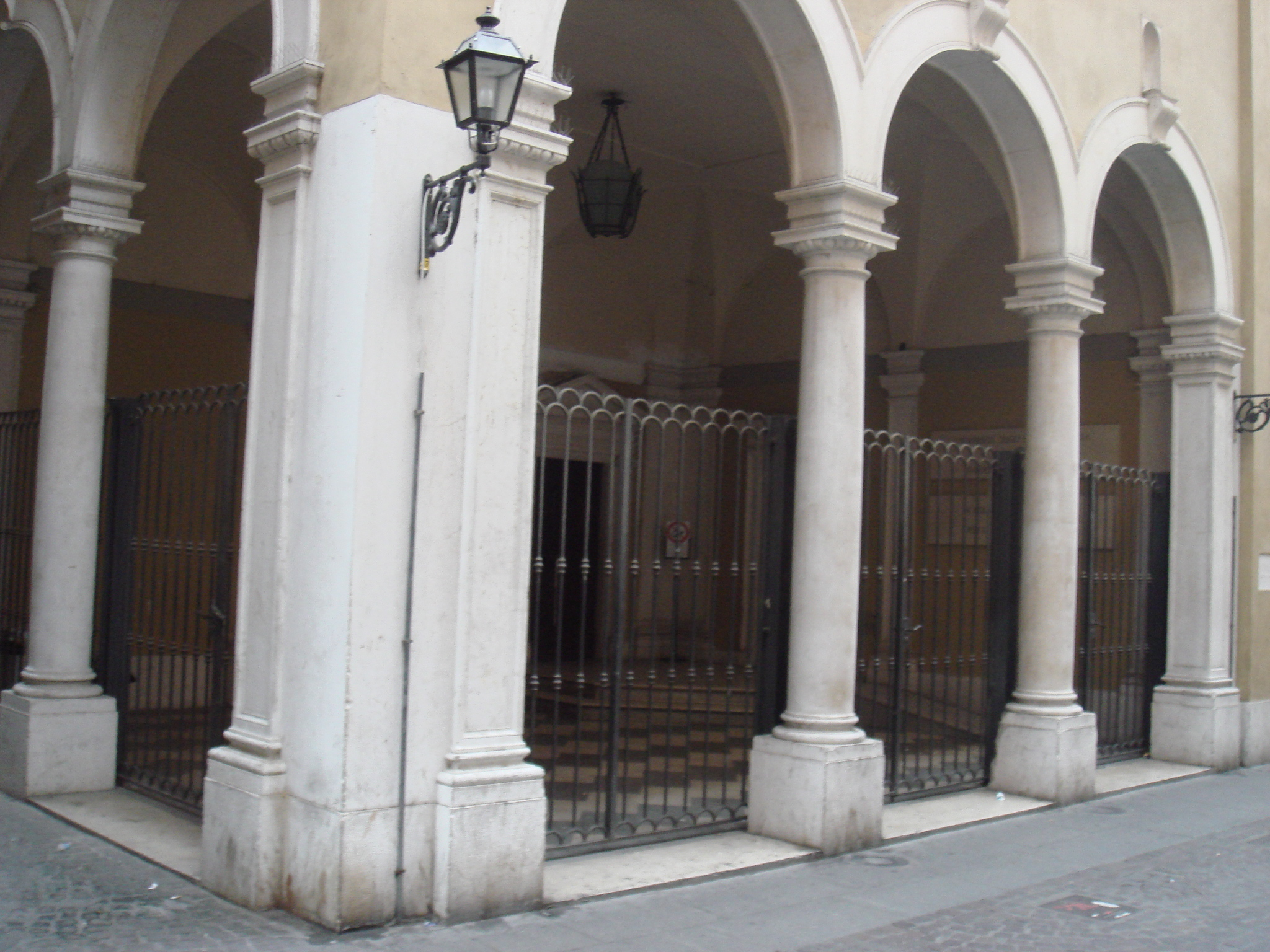
La loggia al piano inferiore del palazzo

A piano terra si apre la Sala di San Faustino (conosciuta oggi con la nuova intitolazione di Aula Falcone-Borsellino, voluta dalla Facoltà di Giurisprudenza) dove si radunavano le diverse corporazioni. Presenta uno sviluppo longitudinale con copertura a cassettoni lignei adornati da tavelle policrome quattrocentesche con ritratti virili e stemmi. Sulla parete occidentale vi sono cinque finestre profilate da finte architetture, mentre la parete opposta è ricoperta da una finta tappezzeria rossa
dipinta con motivi dorati di bilance e spade, al centro della quale campeggia un affresco cinquecentesco strappato. L'opera raffigura la Giustizia tra due santi ed è attribuita al Romanino. Lungo le pareti, in prossimità del soffitto, si susseguono stemmi di paesi della provincia di Brescia con i relativi nomi. Sulla parete sud si trovano inoltre gli stemmi della Camera di Commercio, della Provincia e della città di Brescia, accompagnato dal tradizionale motto Brixia Fidelis. 
Attraverso una scala marmorea, posta nell'ala orientale del palazzo, si accede all'atrio del piano superiore e da lì alla Sala di San Giovita, dove si riunivano i lanaioli, antica corporazione dei produttori e commercianti di lane e tessuti lanieri che godeva di un ordinamento indipendente. Anche questa sala presenta un soffitto a cassettoni analogo al precedente, scandito in sette comparti da sei travi lignee cordonate dove si conservano simili tavolette policrome con stemmi nobiliari di famiglie e ritratti virili. Ricorre in questa sala, come motivo decorativo, la bilancia, in riferimento alle attività commerciali e giudiziarie che in questi luoghi si svolgevano. Sulla parete orientale si riconosce un affresco San Giovita, Cristo in pietà e angeli, databile al XV secolo.

## Opere già nel palazzo
- Vincenzo Foppa, Pala della Mercanzia, già proveniente dalla chiesa di San Faustino in Riposo, oggi alla Pinacoteca Tosio Martinengo[5].
- Nel museo di Santa Giulia si conservano due pilastrini di balaustra, sicuramente provenienti dal parapetto di una scalinata, che sono stati ricondotti al Palazzo delle Mercanzie in quanto il più grande dei due è decorato da una bilancia in posizione ornamentale dominante. I due frammenti sono databili al primo XV secolo e sono decorati da alte bifore trilobate con tondi geometrici al colmo[6].